# 纳加永佛塔
纳加永佛塔，位于缅甸阿玛拉普拉，始建于19世纪上半叶，由贡榜王朝沙耶瓦底王的西宫王后玛妙格礼主持修建。佛塔外形奇异，本身是一尊巨大的那伽像，典故出自庇护佛陀打坐的那伽龙王目支邻陀。

## 图册

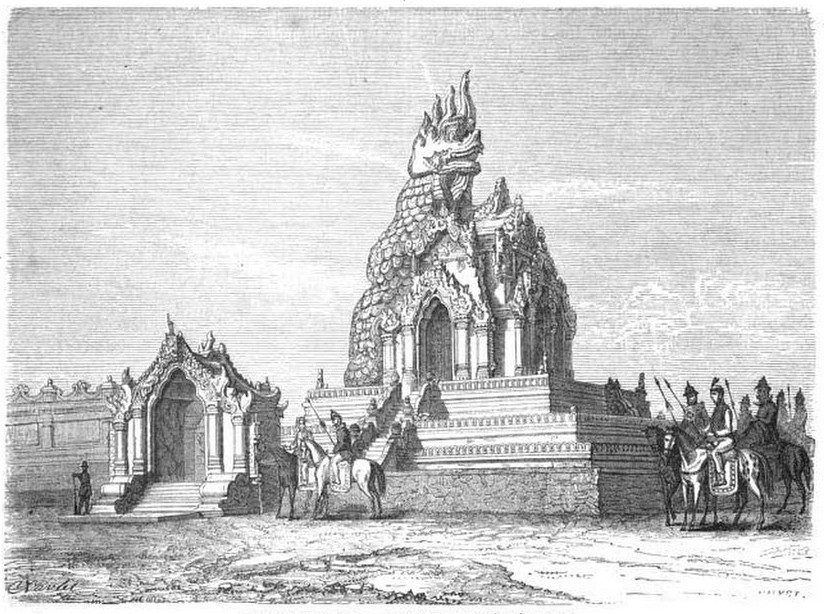
19世纪绘画
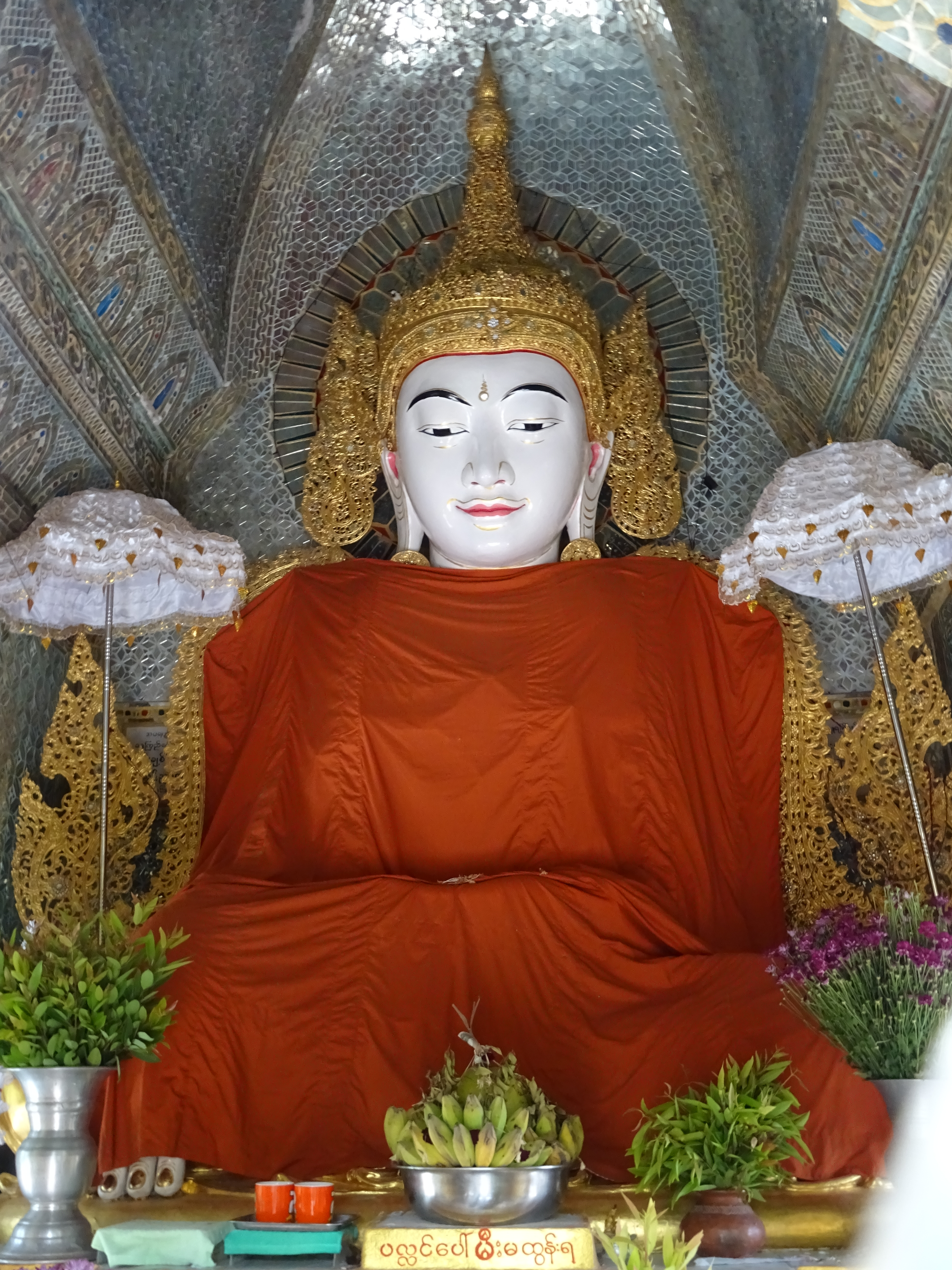
塔内的佛像